# كارولين راندال وليامز
كارولين راندال وليامز (بالإنجليزية: Caroline Randall Williams)‏ (24 أغسطس 1987، ناشفيل في الولايات المتحدة)؛ روائية أمريكية.